# Ted Sorensen

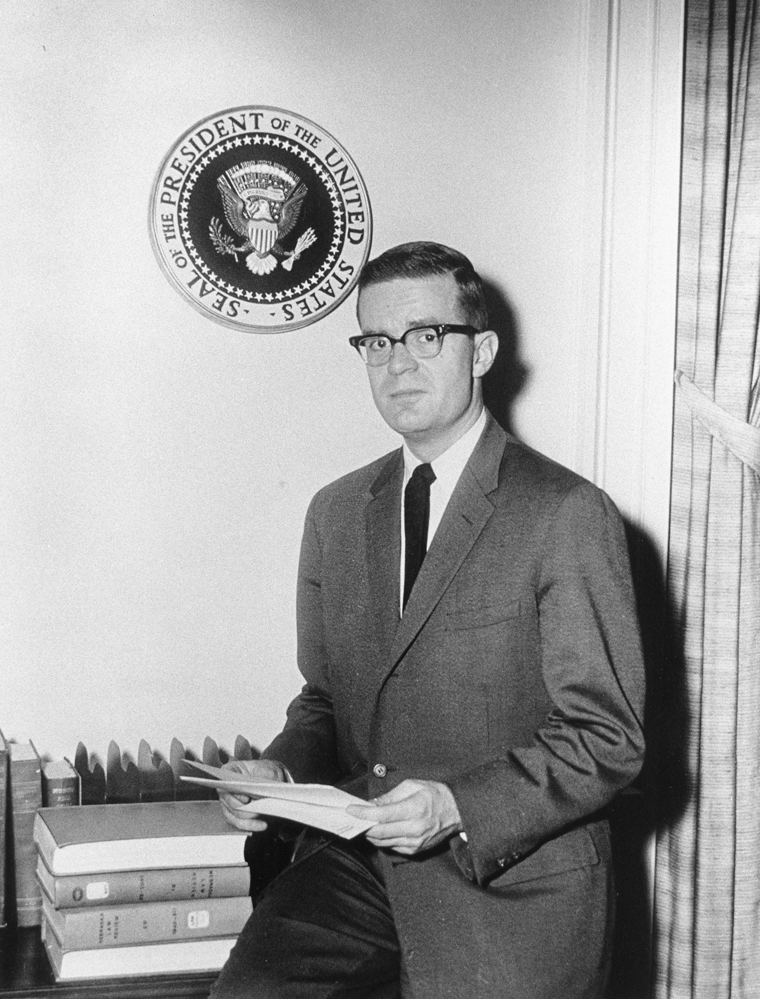
Ted Sorensen na Casa Branca na década de 1960

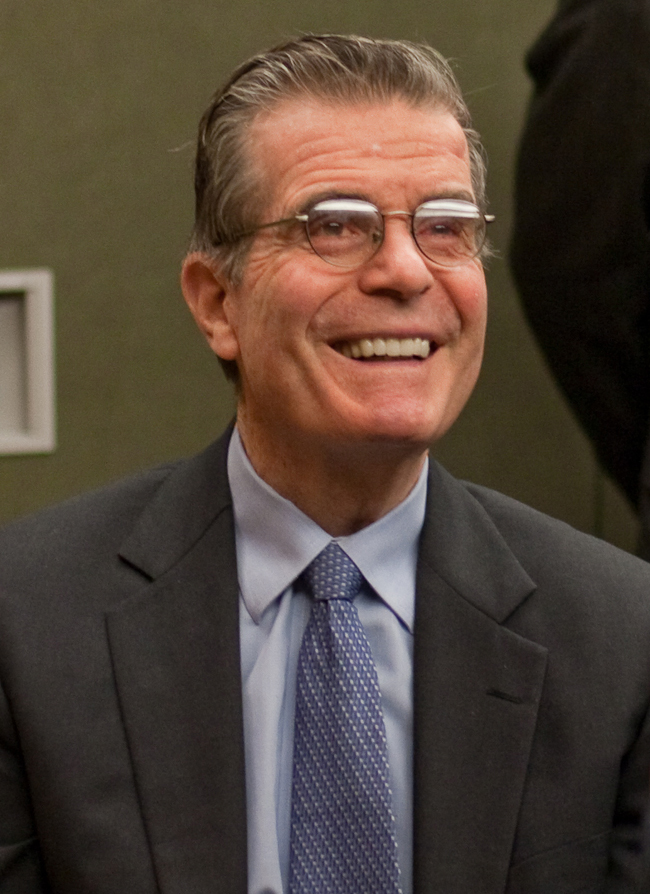
Ted Sorensen, 2009

Theodore Chaikin "Ted" Sorensen (Lincoln, 8 de maio de 1928 — New York, 31 de outubro de 2010) foi um importante  assessor político americano.
Participou dos governos de JFK e Lyndon B. Johnson, sendo considerado confidente do presidente assassinado em 1963.

## Obras publicadas
- Decision-making in the White House (1963)
- Kennedy (1965)
- The Kennedy Legacy (1969)
- Watchmen in the Night: Presidential Accountability After Watergate (1975)
- A Different Kind of Presidency: A Proposal for Breaking the Political Deadlock (1984)
- Let the Word Go Forth: The Speeches, Statements and Writings of John F. Kennedy, 1947-1963 (1988)
- Why I Am a Democrat (1996)
- Counselor: A Life at the Edge of History (2008)